# أليسون بروس (ممثلة)
أليسون بروس (بالإنجليزية: Alison Bruce)‏ هي ممثلة نيوزيلندية، ولدت في 1962 في تنزانيا.

## وصلات خارجية
- أليسون بروس (ممثلة) على موقع IMDb (الإنجليزية)
- أليسون بروس (ممثلة) على موقع قاعدة بيانات الفيلم (الإنجليزية)